# Richard Kirwan

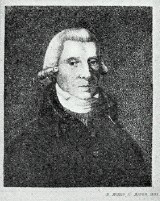
Richard Kirwan

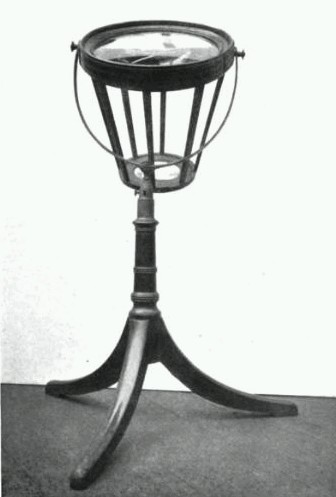

Richard Kirwan (n. 1 august 1733, County Galway, Connacht⁠(d), Irlanda – d. 22 iunie 1812, Dublin, Regatul Unit al Marii Britanii și Irlandei) a fost un savant irlandez, cel de-al doilea din cei patru fii ai lui Martin și Mary Kirwan.  Richard Kirwan a excelat ca geolog, chimist,  meteorolog și mineralog, aducând contribuții semnificative la dezvoltarea acestor științe.  Astfel, a pus bazele metodelor folosite și azi ale chimiei analitice, respectiv, începând cu 1784, a inițiat metoda modernă de clasificare a mineralelor după compoziția lor chimică.  A fost unul dintre ultimii apărători ai teoriei flogisticului.